# 長瀬洋
長瀬 洋（ながせ ひろし、1949年7月18日 - ）は、日本の経営者。長瀬産業社長を務めた。

## 経歴
兵庫県出身。1971年に成蹊大学法学部を卒業し、同年にジャパンラインに入社。1977年に長瀬産業に転じ、1989年に取締役に就任し、1995年6月に常務、1997年6月に専務を経て、1999年6月には社長に就任。2015年4月に会長を経て、2023年4月には取締役相談役に退いた。